# Espuri Hermini Coritinesà
Espuri Hermini Coritinesà (en llatí Spurius Herminius Coritinesanus), va ser un cònsol romà l'any 448 aC. Pertanyia a la gens Hermínia, una família patrícia probablement d'origen sabí. Va compartir consolat amb Tit Virgini Tricost Celiomontà II.
Titus Livi diu que el seu prenom era Spurius, però Dionís d'Halicarnàs l'anomena Lar, i Diodor de Sicília, Lars, prenoms testimoniats a l'epigrafia etrusca, cosa que potser el faria d'aquella procedència.
Sobre el seu consolat, la historiografía romana no ha conservat cap fet rellevant.